# I Do, I Do, I Do, I Do, I Do
«I Do, I Do, I Do, I Do, I Do» (Я роблю, я роблю, я роблю, я роблю, я роблю) — пісня шведського поп-гурту ABBA. Це був третій сингл із їхнього третього студійного альбому ABBA (1975). Пісня була написана Бенні Андерссоном, Б'єрном Ульвеусом та їхнім менеджером Стігом Андерсоном і вийшла у квітні 1975 року з піснею «Rock Me» на стороні B.
Пісня була записана 21 лютого 1975 року на студії Glen Studio і була натхненна європейським шлягером 1950-х років, а також звуком саксофона лідера американського оркестру 50-х років Біллі Вона.

## Історія
Після виходу пісні «Waterloo» в ABBA виник ризик увійти в історію, як популярний гурт однієї пісні. Хіт «I Do, I Do, I Do, I Do, I Do» повернув ABBA до центру уваги. Сингл опинився на високих місцях в міжнародних чартах, хоча в Британії він не мав великого успіху. Популярності пісні (зокрема в Австралії) надав випуск рекламного кліпу, який показали по телебаченню.

## Рецепція
«I Do, I Do, I Do, I Do, I Do» стала відомим хітом у багатьох країнах і стала піснею, яка викликала «ABBA-манію» в Австралії, ставши лідером хіт-парадів. З наступними хітами «Mamma Mia» та «SOS» гурт перебував 14 тижнів поспіль на вершині австралійських чартів. Пісня «I Do, I Do, I Do, I Do, I Do» також очолювала чарти у Франції, Новій Зеландії, Швейцарії та Південній Африці та потрапила до п'ятірки найкращих у Норвегії, Бельгії, Нідерландах, Австрії та Родезії (усі — у 1975 році). Пісня також досягла 15 місця в США на початку 1976 року. Помітним винятком із успіху пісні став Британський чарт, ринок, який ABBA прагнула завоювати. У чарті пісня опинилася на 38 місці. Таким чином, музичний напрямок, взятий у пісні, деякий час більше не використовувався. Це був єдиний випадок, коли пісня ABBA мала більший успіх у Сполучених Штатах, ніж у Британії. Пізніше, у 1975 році, ABBA досягла успіху у Великій Британії з піснею «SOS», яка також закріпила успіх гурту в Австралії та інших країнах.

## Персоналії
Виконавці
- Агнета Фельтскуг — солістка та бек-вокал
- Анні-Фрід Лінгстад — солістка та бек-вокал
- Б'єрн Ульвеус — бек-вокал, ритм-гітара
- Бенні Андерссон — бек-вокал, клавішні

Додаткові музиканти
- Лассе Велландер — соло-гітара
- Майк Вотсон — бас-гітара
- Роджер Палм — ударні
- Ульф Андерссон — саксофон

## Чарти
| Чарт (1975–76)                            | Найвища позиція |
| ----------------------------------------- | --------------- |
| Австралія (Kent Music Report)             | 1               |
| Австрія (Ö3 Austria Top 75)               | 4               |
| Бельгія (Ultratop Flanders)               | 2               |
| Бельгія (Ultratop Wallonia)               | 1               |
| Canada Adult Contemporary (RPM)           | 6               |
| Canada Top Singles (RPM)                  | 14              |
| Фінляндія (Suomen virallinen singlelista) | 25              |
| France (IFOP)                             | 5               |
| Нідерланди (Dutch Top 40)                 | 3               |
| Нідерланди (Mega Single Top 100)          | 3               |
| Нова Зеландія (RIANZ)                     | 1               |
| Норвегія (VG-lista)                       | 2               |
| Родезія (Lyons Maid)                      | 5               |
| Південна Африка (Springbok)               | 1               |
| Швейцарія (Media Control AG)              | 1               |
| Велика Британія (UK Singles Chart)        | 38              |
| США (Adult Contemporary) (Billboard)      | 8               |
| США (Billboard Hot 100)                   | 15              |
| США Cashbox Top 100 Singles               | 19              |
| Німеччина (Media Control AG)              | 6               |

| Чарт (1975)                           | Позиція |
| ------------------------------------- | ------- |
| Australia (Kent Music Report)         | 13      |
| Belgium (Ultratop 50 Flanders)        | 11      |
| France (IFOP)                         | 45      |
| Netherlands (Dutch Top 40)            | 38      |
| Netherlands (Single Top 100)          | 41      |
| New Zealand (Recorded Music NZ)       | 6       |
| South Africa (Springbok)              | 12      |
| Switzerland (Schweizer Hitparade)     | 7       |
| West Germany (Official German Charts) | 28      |

| Chart (1976)                    | Position |
| ------------------------------- | -------- |
| Canada Top Singles (RPM)        | 132      |
| US (Joel Whitburn's Pop Annual) | 120      |
| US Cashbox Top 100 Singles      | 95       |